# كفر (شورآب)
کفر (بالفارسية: کفر) هي قرية تقع في إيران في قسم شورآب الريفي. يقدر عدد سكانها بـ 345 نسمة .